# Gilching
Gilching – miejscowość i gmina w Niemczech, w kraju związkowym Bawaria, w rejencji Górna Bawaria, w regionie Monachium, w powiecie Starnberg. Leży około 12 km na północny zachód od Starnberga, przy autostradzie A96 i linii kolejowej Monachium – Herrsching am Ammersee.

## Dzielnice
- Gilching
- Argelsried
- Neugilching
- Geisenbrunn
- Rottenried

## Demografia
Dane o ludności z 31 grudnia 2008:
| Opis                                | Ogółem | Ogółem | Kobiety | Kobiety | Mężczyźni | Mężczyźni |
| ----------------------------------- | ------ | ------ | ------- | ------- | --------- | --------- |
| Jednostka                           | osób   | %      | osób    | %       | osób      | %         |
| Populacja                           | 17 161 | 100    | 8747    | 50,97   | 8414      | 49,03     |
| Wiek przedprodukcyjny (0–17 lat)    | 3048   | 17,76  | 1481    | 8,63    | 1567      | 9,13      |
| Wiek produkcyjny (18–65 lat)        | 11 093 | 64,64  | 5608    | 32,68   | 5485      | 31,96     |
| Wiek poprodukcyjny (powyżej 65 lat) | 3020   | 17,6   | 1658    | 9,66    | 1362      | 7,94      |

## Polityka
Wójtem gminy jest Manfred Walter z SPD, wcześniej urząd ten obejmował Thomas Reich, rada gminy składa się z 24 osób.
|      | CSU | SPD | FW | Zieloni | ödp | BfG | Razem |
| 2008 | 8   | 5   | 5  | 4       | 1   | 1   | 24    |
| 2002 | 8   | 3   | 10 | 1       | 2   | -   | 24    |

## Współpraca
Miejscowość partnerska:
- Cecina, Włochy